# SerenityOS
SerenityOS är ett operativsystem för skrivbordsdatorer med fri och öppen källkod. Projektet startades år 2018 av den svenske programutvecklaren Andreas Kling som enda utvecklare, men utvecklas nu av en gemenskap som ett hobbyprojekt. Operativsystemet stödjer processorarkitekturerna x86 och x86-64 och har funktioner som stöd för preemptiv multitasking. Det kommer med flera avancerade applikationer som en egen webbläsare och programutvecklingsmiljö. Sedan 2021 utvecklar Kling SerenityOS på heltid med stöd av donationer.

## Historia
Kling startade projektet för att assistera i återhämtning från ett missbruk och har fått sitt namn från Sinnesrobönen (eng. Serenity Prayer). Målet är ett Unixliknande operativsystem som ser ut och känns som ett operativsystem från nittiotalet. Som kontrast till liknande projekt som Haiku, är all kod från kärnan till applikationerna skriven särskilt för systemet av bidragarna. Det finns däremot en samling portad programvara, t.ex. GCC och Doom, med varierande funktionalitet.
Utvecklingen följer ingen planerad releasecykel och saknar egentliga releaser eller färdiga binära filer för nedladdning. Intresserade användare förväntas istället kompilera operativsystemet från källkoden själva. Operativsystemet är skrivet i vad utvecklarna kallar för "Serenity C++"; en modern variant av programspråket C++ som saknar undantagsfel och använder sitt eget standardbibliotek.

## Gemenskap
En del av intresset för operativsystemet jämfört liknande hobbyprojekt kan tillskrivas Klings kanal på YouTube där han bjuder in tittare att följa med i utvecklingen av operativsystemet och tillhandahåller regelbundna statusuppdateringar för projektet.